# Santiago Roqueta Matías
Santiago Roqueta Matías (Barcelona, 1944 - 2005) fou un arquitecte català.
Estudia a l'Escola Tècnica Superior d'Arquitectura de Barcelona on obté el grau de Doctor i de la qual va ser també catedràtic i director (1991-1994). Inicia la seva activitat en el camp del disseny industrial amb la fundació de l'empresa Snark Design el 1969. En els seus inicis edita obra de clàssics com Rietveld o Hoffmann per a després incorporar dissenys propis i d'altres dissenyadors contemporanis.
A partir del 1973 inicia una col·laboració amb diverses revistes (Mobelart, Quaderns d'Arquitectura, Enciclopèdia Salvat de Decoració, etc.) publicant articles que plantegen camins diferents dins l'àmbit del disseny. Durant els anys vuitanta realitza una sèrie de projectes d'interiorisme com el Teatre Malic (1984) o l'Snooker Club (1985), per als quals també dissenya mobiliari. El 1990 amb Santa & Cole Ediciones de Diseño, Roqueta crea la col·lecció de monografies Clasicos del Diseño amb la col·laboració de l'ETSAB on imparteix classes.
També va exercir la docència a l'Escola Eina de Barcelona. Va realitzar nombrosos projectes d'interiorisme i disseny d'exposicions. Entre els seus dissenys més representatius cal destacar el llum de taula Zeleste (1969) o la butaca Vallvidrera (1979), realitzada en col·laboració amb Carles Riart.
La seva obra està representada en la col·lecció de Disseny de Producte del Museu del Disseny de Barcelona, on es conserva també el seu fons documental.